# Дзенсон-ди-Пьяве
Дзенсо́н-ди-Пья́ве (итал. Zenson di Piave) — коммуна в Италии, располагается в провинции Тревизо области Венеция.
Население составляет 1694 человека, плотность населения составляет 188 чел./км². Занимает площадь 9 км². Почтовый индекс — 31050. Телефонный код — 0421.
Покровителем коммуны почитается святой Бенедикт Нурсийский, празднование 21 марта.